# Damon Salvatore
Damon Salvatore és un personatge fictici Interpretat per Ian Somerhalder en la sèrie dramàtica de televisió The Vampire Diaries, que traduïda al català seria Diaris de Vampirs. Dins d’aquest món, ell és un vampir i uns dels protagonistes. La relació entre la protagonista Elena Gilbert i ell és molt destacable i important pel desenllaç de la sèrie.

## Biografia

#### Personalitat (sèrie i llibre)
Damon principalment és una persona irònica i sarcàstica, cosa que es veu molt reflectida en diversos moments. Es defensa del món, com si res ni ningú li importés prou. És una persona que ha patit molt al llarg de la seva vida i es protegeix amb una cuirassa perquè no li tornin a fer mal.
Sovint actua de forma impulsiva fet que a la llarga li acaba comportant problemes amb el seu entorn.
Al començament de la sèrie i el llibre, se'l veu un vampir sàdic, arrogant, egoista, venjatiu, desconfiat, orgullós... Però a mesura que van passant els capítols, s'observa que en el fons també és altruista, bo i es preocupa pels altres. És enginyós i divertit. També es destaca per tenir ràpids reflexos mentals, ja que sempre s'adona del que passa al seu voltant, tot i que intenta que els altres no se n'adonin.
És una persona astuta i ho ha demostrat més d'una vegada amb els seus plans els quals quasi sempre li surten bé. És callat, i sovint pateix en silenci.
Ell és producte de les circumstàncies que ha viscut, per això sovint actua d'aquesta manera freda i poc empàtica. En el fons es tracta d'una persona que sempre s'ha sentit sola, ha estat jutjada i incompresa.

#### Any i època de naixement

##### Any i època de naixement, diferències (sèrie i llibre)
En el llibre Damon, Damon va néixer a Fells Church el 28 de juny de 1842.
Però en la sèrie neix a Mystic Falls el 18 de juny de 1839.

#### Família

##### Família, semblances (sèrie i llibre)
La família de Damon Salvatore, és una de les famílies que va ser fundadora de Mystic Falls, va ser fundada pel pare de Damon Giuseppe Salvatore I Lily Salvatore la mare del Damon. Van tenir dos fills ell Damon i Stefan Salvatore el seu germà bessó. La família ha estat vinculada a la família Petrova.
Després que la seva dona va morir, Giuseppe criava els seus fills pel seu compte, però ell mai estava satisfet amb el seu fill gran, Damon, amb qui mai no va tenir molt bona relació, creia que Damon era irresponsable i irrespectuós.
Cap a les últimes temporades, tant en la sèrie com en el llibre, es casa amb Elena Gilbert i tenen una filla, que l'anomenan Stefanie Salvatore, que fa honor al difunt germà de Damon, Stefan Salvatore.

##### Família, diferències (sèrie i llibre)
La seva família prové d'Itàlia Florència, però en la sèrie ens mostra que són de Mystic Falls.

#### Aspecte, semblances (sèrie i llibre)
Damon Salvatore en el llibre i la sèrie, és de complexió musculosa, amb una espatlla ampla i uns braços treballats ben definits. També es respecta la seva alçada i cabell, llis d'un color negre.

##### Aspecte, diferències (sèrie i llibre)
En la sèrie els seus ulls són d'un color blavós verdós. En canvi, al llibre són d'un color negre fosc. I la seva pell en la sèrie és morena tot al contrari a la del llibre, què és clara.

#### Habilitats

##### Habilitats, semblances (sèrie i llibre)
Damon Salvatore, com tots els vampirs, té l'habilitat de manipular els impulses electromagnètics del cervell, això es coneix com a hipnosis. Amb aquesta hipnosi pot hipnotitzar animals, com persones. També, té l'habilitat de superforça i supervelocitat. A part d'això la seva sang en ser un vampir, pot curar als humans, si un humà mor amb la sang d'un vampir dins, regressa a la vida convertida en vampir, però primer per acabar el procediment haurà de veure sang d'un humà. Si no ho fa, morirà.

##### Habilitats, diferències (sèrie i llibre)
En la sèrie Damon té l'habilitat de controlar la boira i els corbs de color negre.
En el llibre Damon pot canviar de forma. Com per exemple, en un corb i llop. També té l'habilitat de telepatia, cosa que en la sèrie no es veu en cap moment.

#### Vestimenta

##### Vestimenta, semblances (sèrie i llibre)
Normalment, tant en la sèrie com en el llibre acostuma a portar peces de color negre, com seria uns pantalons negres intensos. A més, porta un anell que el protegeix de la llum solar, que fa que no mori. Per finalitzar ell sempre va arreglat per qualsevol ocasió, així quasi mas porta roba d'Esport o que no sigui de marca.

#### Relacions amoroses

##### Relacions amoroses, semblances (sèrie i llibre)
Damon i el seu germà van estar enamorats de Katherine Pierce, però l'únic que li va acabar robant el cor va ser Stefan. Però amb la nostra protagonista Elena Gilbert pass el contrari, tot i que els dos germans estan enamorats d’ella, en Damon és el qui aconsegueix finalment el cor d’ella.

##### Relacions amoroses, diferències (sèrie i llibre)
A diferència de la sèrie, Damon des del començament del llibre té una connexió amorosa amb Bonnie Bennett.
Però en la sèrie, durant les 2 primeres temporades, Damon està en un triangle amorós entre Stefan el seu germà bessó i Elena. Això es va acabar quan Damon va acabar conquistant el cor d’Elena. També va estar en algunes aventures amb altres dones.

#### Curiositats

##### Curiositats, semblances (sèrie i llibre)
Damon sempre és el primer a adonar-se de tot el que passa a la sèrie. Per exemple, en la sèrie és el primer a adonar-se que John Gilbert és el para d'Elena i en els llibres és el primer a saber que a la ciutat hi ha vampirs originals.
Es mostra que es preocupa pel seu germà Stefan, ja que el salva diversos cops, tant en la sèrie com en els llibres.

##### Curiositats, diferències (sèrie i llibre)
En la sèrie té un tiet, que es diu Zach, però en els llibres no apareix. També en el llibre té un Ferrari negre, però en la sèrie se'l veu amb un Chevrolet Yenk Camaró blau.

## HISTÒRIA DEL DAMON SALVATORE

#### SERIE

##### TEMPORADA 1
Damon va a Mystic Falls per alliberar a Katherine Pierce una vampira, ja que estè enamorat d’ella. Creu que està tancada a la tomba. Quan s'assabenta que no és a la tomba i ha estat viva tot el temps la busca sense èxit. Aleshores desesperat per no saber on s'ha anat, troba refugi en una humana anomenada Elena, una noia amb els cabells marrons, com la Katherine de la qual s'enamoren. La seva relació amb el seu germà Stefan an tornar a Mystic millora i demostra que Damon realment es preocupa pel seu germà.

##### TEMPORADA 2
Quan Katherine torna a la segona temporada i li menteix a Damon dient-li que ella sempre ha volgut Stefan Salvatore i no a ell, ell s'enfada i comença a "odiar-la". Ell coneix una altra vampira anomenada Rose. Quan a Rose la mossega un home llop, a Damon no li queda cap altra opció que acabar amb el dolor de Rose, matatant-la. I breument descontrolat torna a caure en els seus vells hàbits, matant una dona salvatgement. Poc després, Damon inicia una relació amb una reportera anomenada Andie Star. Damon l'obliga a estar d'acord amb ell hipnotitzant-la, i la utilitza per distreure's. Malgrat tot, Damon estima profundament Elena. Poc després Damon va ser mossegat pel llop Tyler a Lluna plena, i el seu germà Stefan acudeix al vampir Klaus Mikaelson per a la cura, ja que en ser un dels vampirs originaris, la seva sang pot curar qualsevol mossegada de llop. Mentre que Klaus Mikaelson no arriba, Damon a poc a poc es va morint, a causa de la mossegada d'home llop, l'Elena li diu que ella ho perdona per tot i que li agrada tal com és ell i li fa un petó. Minuts més tard, Katherine, arriba amb la sang de Klaus (la cura per a la mossegada) i Damon se salva. Katherine li diu tant a ell com a Elena, que Stefan se'n va anar amb Klaus, a canvi de salvar al seu germà, Damon.

#### TEMPORADA 3
Quan comença la tercera temporada, han passat dos mesos des que Stefan el germà de Damon, va desaparèixer amb Klaus. Elena el busca juntament amb la Sheriff Forbes. Damon li diu que no el busqui, però ell en secret juntament amb Alaric el professor d’Elena i un molt bon amic de Stefan, segueixen la seva pista. Damon troba l'últim lloc on va estar Stefan i Klaus, i cobreix l'assassinat que el seu germà hi havia comes, perquè no el descobrissin. Klaus s'assabenta que Damon està buscant Stefan, i Stefan diu a Klaus que s'encarregués del seu germà. Stefan torna a Mystic Falls i busca Andie Star, la parella de Damon, i la hipnotitza perquè se suïcidi i Damon no ho pot evitar, Stefan li diu que ho deixi en pau que ell no tornarà. Elena descobreix a l'habitació de Damon les retallades de diaris, fotos, etcètera de Stefan, i enfronta Damon pensant que ell era el culpable de les morts de totes aquelles víctimes. Amb el que ell li respon dient-li que totes aquestes víctimes no són de Klaus ni d’ell, sinó de Stefan. Alaric, Elena i Damon se'n van al bosc a buscar a Stefan, enmig del bosc apareix un llop gairebé híbrid en transició, i va estar a punt d'atacar Damon, però com el llop híbrid encara no havia acabat la seva transició, no el va atacar. Però poc després el llop es converteix acabant la sega transició, i Damon comença a córrer, fugint del llop, però de sobte apareix Stefan i el salva, i li diu que es porti a Elena lluny. Més tard Damon li diu a Elena que li és igual, sigui com sigui portarà de tornada a Stefan, ja que està en deute amb ell per tot.
Al final, Stefan acaba tornant a Mystic Falls. Però a causa d’això perd completament la seva humanitat, i ataca a Elena, mentre Damon es trobava amb Katherine i Jeremy (el germà petit d'Elena), Damon en assabentar-se va a l'hospital on està Elena i la treu. Després es troba amb Klaus, i l'amenaça amb el caçador Mikael (pare dels Originals) per que els deixi en pau. Damon porta a casa a l'Elena, i li promet que mai se'n tornarà a anar ni la deixarà sola.
Temps després, Stefan apareix i li diu que Klaus la hipnotitzada per cuidar Elena, així que aconsegueix que Elena torni a confiar amb ell. Posant cels a Damon que a continuació te sexe amb la germana de Klaus, Rebekah posant així gelosa a Elena.
Així i tot, a mesura que van passant els capítols Elena i Damon es tornen més propers, al capítol deu, Damon li diu a Elena que si s'havia de sentir culpable d'alguna cosa seria d'això, i a continuacio es llença cap ella i li fa un petó. Al capítol onze, Stefan s'assabenta del petó, ja que estava fora de la hipnosi de Klaus, i lluita amb Damon, cosa que acaba fent les paus entre ells dos.
Temps després arriba Elijah, germà de Kauls, al cual Damon li roba la seva daga a Elijah, i tots dos Damon i Stefan, s'uneixen per enfonsar Klaus. Al capítol quinze Damon li diu a Elena que l’estima, i ella li respon amb un simple "potser aquest sigui el problema". Però Elena acaba escollint ballar amb Damon en comptes de Stefan, ja que ell no apareix. En el capítol dinou, Elena i Damon es troben en un Motel amb Jeremy, a la nit mentre Jeremy dorm, Elena li pregunta a Damon perquè ell no deixa que les persones vegin la bona persona que és, al que ell li respon: "Perquè quan la gent et veu bo, esperen que siguis bo. I no vull haver de complir les expectatives de ningú". Fora de l'habitació, Elena fa un petó a Damon, sent interromputs per Jeremy. Més tard, Damon s'adona que el viatge que va fer Elena o va fer amb ell per aclarir els seus dubtes de qui volia, si a ell ho a Stefan, a la qual cosa ell s'enfada.

#### TEMPORADA 4
Damon recorda un moment amb Elena abans que els seus pares morissin i tenen una breu conversa en què li diu que ella ha d'estar amb algú a qui ella senti passió per aquella persona, una passió que la consumeix. Damon l'obliga a oblidar-se d'haver parlat amb ell, cosa que la fa oblidar que el va conèixer abans de Stefan.
Damon, culpa a Rebekah perquè va fer que Elena caigués d'un pont, mentre anava conduint. A més que l'única manera de salvar-la és havent-li injectat sang de vampir al seu organisme, per així curar la seva hemorràgia cerebral i salvar-la. Com Elena no es vol convertir en vampir, Damon i Stefan descobreixen una cura per poder anul·lar el vampirisme d'Elena. Per fer-ho ha de matar al caçador de vampirs Connor, al qual Elena acaba assassinant. Quan Damon s'assabenta que Stefan va acabar la seva relació amb Elena, aquest es fica al llit amb ella i comparteixen un romàntic moment, sense saber que ella té un enllaç de senyoriu cap a Damon, tal com Tyler tenia cap a Klaus. Però després Elena apaga la seva humanitat perquè Katherine mata Jeremy, i l'enllaç senyorial es trenca i quan la torna a encendre s'adona que en realitat si està enamorada de Damon.

#### TEMPORADA 5
A la cinquena temporada se'l veu sortint amb Elena, i els dos van a la universitat de Withmore, on Damon i Elena són segrestats per la societat Augustine (en la qual Damon ja havia estat des del 1953 fins al 1958), on experimenten amb ells, ja que són vampirs. Damon aconsegueix escapar, però com ell sol no pot salvar a Elena, va a buscar Stefan, i l'acaben salvan.
Katherine s'està morint i passa a ser viatgera al cos d'Elena. A l'estar dins del cos d'Elena poden-la controlar, trenca amb Damon, i Damon comença a matar a tothom. Abans de matar el Dr. Wes Maxfield, aquest li injecta un virus que el fa sentir ànsies per la sang de vampir. Passen setmanes i Stefan i "Elena" van en cerca de Damon, on "Elena" intenta que Stefan mati a Damon per quedar-se amb Stefan per sempre. Finalment, Damon se n'adona i tots saben que Katherine està al cos d'Elena. Després de fer fora Katherine del cos d'Elena es veu que Elena també està infectada i Stefan i Caroline col·laboren per obtenir la cura. Enzo li porta la cura. Després Damon i Elena, discuteixen dient-se que no estan fets per estar junts, tallen, i finalment, l'episodi acaba en una escena de sexe entre tots dos. Enzo fa que Stefan el mati, per la qual cosa Elena i Stefan tenen aquest secret, el qual finalment Damon s'assabenta.

#### TEMPORADA 6
Damon està molt enfadat, però es conté per Elena, alhora diu: "Quan et tinc a prop, em torno boig, i quan no et tinc a prop, em torno boig" Finalment aquest l'acaba besant.
Uns dias després, els viatgers s'emporten Stefan i Elena, Damon els intenta salvar, però no ho aconsegueix. Després Damon i Bonnie a travessant un portal, on els envia a Mystic Falls però el 1994, tancats, sense saber com tornar al seu temps. Cada dia viuen el mateix dia.

#### TEMPORADA 7
En creure que Damon i Bonnie se n'han anat per sempre i en saber que ha perdut l'amor de la seva vida per sempre, Elena demana a Alaric que esborri tot record que existeixi de l'amor que va sentir per Damon a la seva memòria per evitar continuar patint. No gaire convençut per la decisió que Elena ha pres, Alaric accedeix a ajudar-la a trobar el record del moment exacte en què va saber que estava enamorada de Damon i poder coaccionar-la a oblidar. Mentrestant, Stefan intenta portar una vida normal després d'haver perdut el seu germà, cosa que no li agrada a Enzo, que s'embarca en un viatge de venjança contra ell. D'altra banda, Bonnie i Damon descobreixen que després de la destrucció de l'Altre Costat, van ser enviats a una mena de presó màgica el 1994, on també es troba atrapat Kai, un bruixot que ha de robar la màgia d'algú més per crear la seva pròpia i que va ser enviat pel seu aquelarre després d'haver assassinat diversos membres de la seva família.

#### TEMPORADA 8
Lliure dels records de Damon, Elena comença una nova vida, però Stefan intenta demostrar-li que estava enamorada de Damon, que no és el monstre que ella ara pensa que és. Mentrestant, Kai i Damon aconsegueixen sortir de la presó, deixant a Bonnie enrere; Liv i Luke es troben en una cruïlla quan, per regles del seu aquelarre, ha de fusionar els seus poders després del seu proper aniversari i només el més fort sobreviurà i serà el nou líder del seu clan. Una vegada de tornada al present, Damon intenta que Elena recordi el seu amor per ell, però ella està renocent a estar a prop seu, però, a poc a poc comença a enamorar-se novament. Liv i Luke descobreixen que Kai i Jo són els seus germans. Kai desitja fusionar-se amb Jo per prendre el lideratge de l'aquelarre, però, per evitar que alguna de les seves germanes mori, Luke decideix fusionar-se amb Kai i mor. Bonnie va d'una presó a una altra i finalment aconsegueix tornar amb els amics. Kai i Jo comencen a debilitar-se i Kai li diu a Jo que això és degut al fet que tots dos havien de fusionar-se i el seu cos està rebutjant la màgia de Luke. Jo decideix cedir el seu poder a Kai, pel fet que està esperant un fill d'Alaric. Mentrestant, la xèrif Forbes és diagnosticada amb un tipus de càncer i Caroline està convençuda que la sang de vampir pot salvar-la, però poc després descobreix que en realitat, la sang de vampir accelera el procés i Liz mor poques setmanes després. D'altra banda, Enzo descobreix que Stefan ha estat protegint l'única família humana que sobreviu: Sarah, la filla de Zach. Jeremy decideix deixar la ciutat.

### HISTÒRIA LLIBRE DAMON SALVATORE

##### PRIMER LLIBRE
Damon va néixer a Fells Church el 28 de juny de 1842. Als 17 anys Damon forma part de l'exèrcit, anys després torna a la ciutat i es troba amb una nova Jove a la ciutat, Katherine Pierce. S'adona que el seu germà Stefan Salvatore i ells queden enamorats de la Katherine Pierce. Després, amb el temps l'obliguen a triar entre un d'uns ells, i ella, en canvi, decideix triar-los als dos, i també els explica un secret seu, que ella era un Vampir. Després d'escollir els dos els dona la sang per convertir-los en acabat la mort.
Els germans comencen una batalla i la jove decideix suïcidar-se exposant-se al sol. Els germans se senten culpes i amb les seves espases lluitant entre ells, fins que els dos moren. Damon i Stefan desperten tres dies després. Les baralles tornen i cadascú s'acomiada, no podien convertir-se en monstres, a la nit Stefan va a casa del seu pare i l'assassina xuclant-li la sang, completant la transició a Vampir. Stefan corre fins a Damon i l'incita a prendre sang. Damon acaba acceptant, i jura al seu germà una eternitat d'odi. Damon segueix el seu camí separat del seu germà durant segles. De mica en mica Damon es va tornant en un Vampir malvat sense gens de respecte per la vida humana. Segles van passar i Damon torna al seu lloc de naixement, on troba el seu germà vivint una vida de noi de secundària en un institut, però es troba amb una noia, una noia amb els cabells rossos i uns ulls blaus. Una noia igual a Katherine.
Des d'aquell moment Damon imagina la noia com la seva Princesa de la foscor per sempre.

##### SEGON LLIBRE
Apareix un personatge nou Alaric Saltzman, i Damon s'encarrega d’investigar-lo. Descobreix que la ciutat s'havia adonat que existien els vampirs, i havien contractat Alaric per intentar matar a ell i Stefan el seu germà, no obstant això, Damon el convenç, i Alaric s'uneix a ells.

##### TERCER LLIBRE
Elena s'enamora de Damon, ell l'ajuda a sobreviure com a vampir. A Fells church, un vampir malvat que està assassinant a gent, i Damon, Stefan, Elena, Matt, Maredith i Bonnie fan el possible per trobar-lo. El vampir resultava ser Katherine que atrapa a Elena, Damon i Stefan al cementiri. Mentre que Bonnie Matt i Meredith escapen. Katherine li ofereix a Damon fugir amb ella, però Damon "l'envia a l'infern". Al final Elena li arrenca el collaret del sol a Katherine i l'empeny al sol, però Elena acaba morint amb ella. Stefan i Damon ploren la seva mort.

##### QUART LLIBRE
Elena torna com a fantasma. Però després torna a ser humana. Apareix Klaus el vampir més vell de la història, així i tot, Damon aconsegueix guanyant en una batalla contra ell.

##### CINQUÈ LLIBRE
Apareixen dos dimonis, vampirs que fan un tracte amb Damon. Emportar-se a Stefan a la dimensió fosca, tancat en una cel·la.

##### SISÈ LLIBRE
Damon, Elena, Bonnie i Meredith viatgen a la Dimensió Fosca on, Elena i Damon reforcen els seus sentiments, i passen per moments dolents. Finalment, alliberen Stefan i Damon es converteix en humà a causa d'una Flor màgica. Damon i Bonnie viatgen de tornada a la Dimensió Fosca per una cura. Damon aconsegueix que una Vampiressa Princesa ho converteixi, a la meitat del llibre Elena i Stefan apareixen a la Dimensió Fosca, i Bonnie descobreix com arribar a un dels tresors màgics més poderosos del món. Els 4 tornen viatgen cap al lloc on troben molts perills. Damon i Elena es besen darrere Stefan, però ell no se n'adona. Quan arriben a trobar el tresor Bonnie intenta pujar a un arbre màgic, però es rellisca i cau. L'arbre màgic treu una espines de terra, Bonnie estava a punt de la mort, però Damon corre, l'anada i l'empeny i cau sobre les espines matant-lo. En els seus últims minuts de vida Elena plora sobre ell, i li fa un petó, li explica els millors moments junts, fins i tot li dona sang, però res pot salvar-lo. L'última cosa que diu Elena a Damon és "Damon mai estaràs sol, Mai ningú està sol" Minuts després Damon mor, però una veu mental de Damon li diu a Elena "Elena no ploris, sempre has de saber que mai estaràs sola, Mai ningú està sol".